# 韋諤
韋諤（?—?），唐朝官员，韦见素的第二子。
韋諤担任京兆府司录参军。天宝十五载（756年）六月十四，马嵬之变，杨国忠被杀，陈玄礼请杀杨贵妃以安众心，唐玄宗犹豫，韋谔劝谏道：“臣听说以计胜美色之人昌，以美色胜计之人亡。现在宗庙震惊，陛下弃神器，奔于草莽，只能割舍恩情以安社稷。”于是叩头流血。唐玄宗赐杨贵妃死，军心大悦。唐玄宗命韋諤为御史中丞，充置顿使。第二天早上，将要出发，军士不想去蜀地，想要到河、陇或者太原、朔方、凉州，或者回到京师。玄宗没有说话。韦谔说：“还京应该有抵御贼军的准备。现在兵马数少，恐非万全，不如至扶风，再考虑去哪里。”于是玄宗出发，皇太子殿后。六月十八，以司勋郎中、剑南节度留后崔圆为蜀郡长史、剑南节度副大使。以颍王李璬为剑南节度大使，以监察御史宋若思为御史中丞充置顿使，韦谔充巡阁道使，先往成都。皇太子登基为唐肃宗后，韦谔及中书舍人贾至为册使判官，至顺化郡谒见肃宗。韋諤与兄韦倜官至给事中，其弟韦益官至刑部员外郎，韦丱官至秘书丞。